# Papuagrion parameles
Papuagrion parameles là một loài chuồn chuồn kim trong họ Coenagrionidae.
Papuagrion parameles được Lieftinck miêu tả khoa học năm 1949.